# Puente Juanambú
El puente Juanambú es parte de la Carretera Panamericana entre las ciudades de Pasto y Popayán (Colombia). Por medio de concurso internacional, el diseño y construcción del puente fue adjudicado en 1972 por un valor total de 35 964 000 pesos. El puente sobre el río Juanambú es considerado como el primer viaducto construido en el país por el sistema de voladizos sucesivos, utilizando el sistema de pos-tensado y destacándose en su momento con el Premio Nacional de Ingeniería.

## Detalles técnicos
El puente tiene 4 luces (3 pilares). La luz principal de 90 está soportada sobre dos pilares de sección constante de 5 m x 3 m. El segundo pórtico central (45 m de luz) comparte un pilar con la luz central y se apoya sobre uno más esbelto y pequeño (23 m). La cimentación se llevó a cabo sobre zapatas directas 15 x 9 m apoyada sobre roca en una margen y sobre andesita en la otra.

## Premios
Este puente fue galardonado en 1972 antes de su construcción (sobre planos) con el Premio Nacional de Ingeniería.